# Hypolycaena ingura
Hypolycaena ingura är en fjärilsart som beskrevs av Tindale 1923. Hypolycaena ingura ingår i släktet Hypolycaena och familjen juvelvingar. Inga underarter finns listade i Catalogue of Life.